# Leśna Kulista

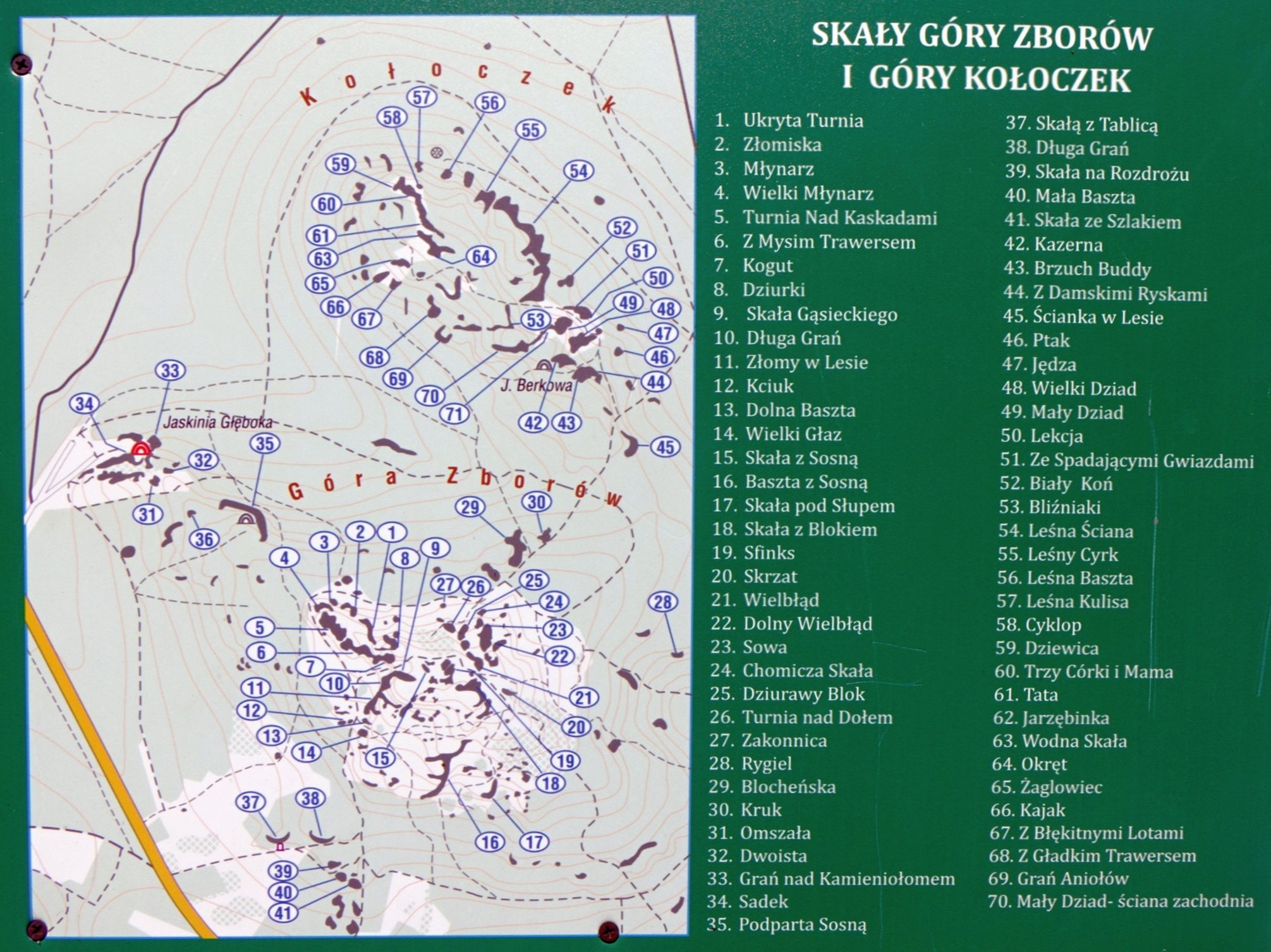
Skały Góry Zborów i Kołoczka

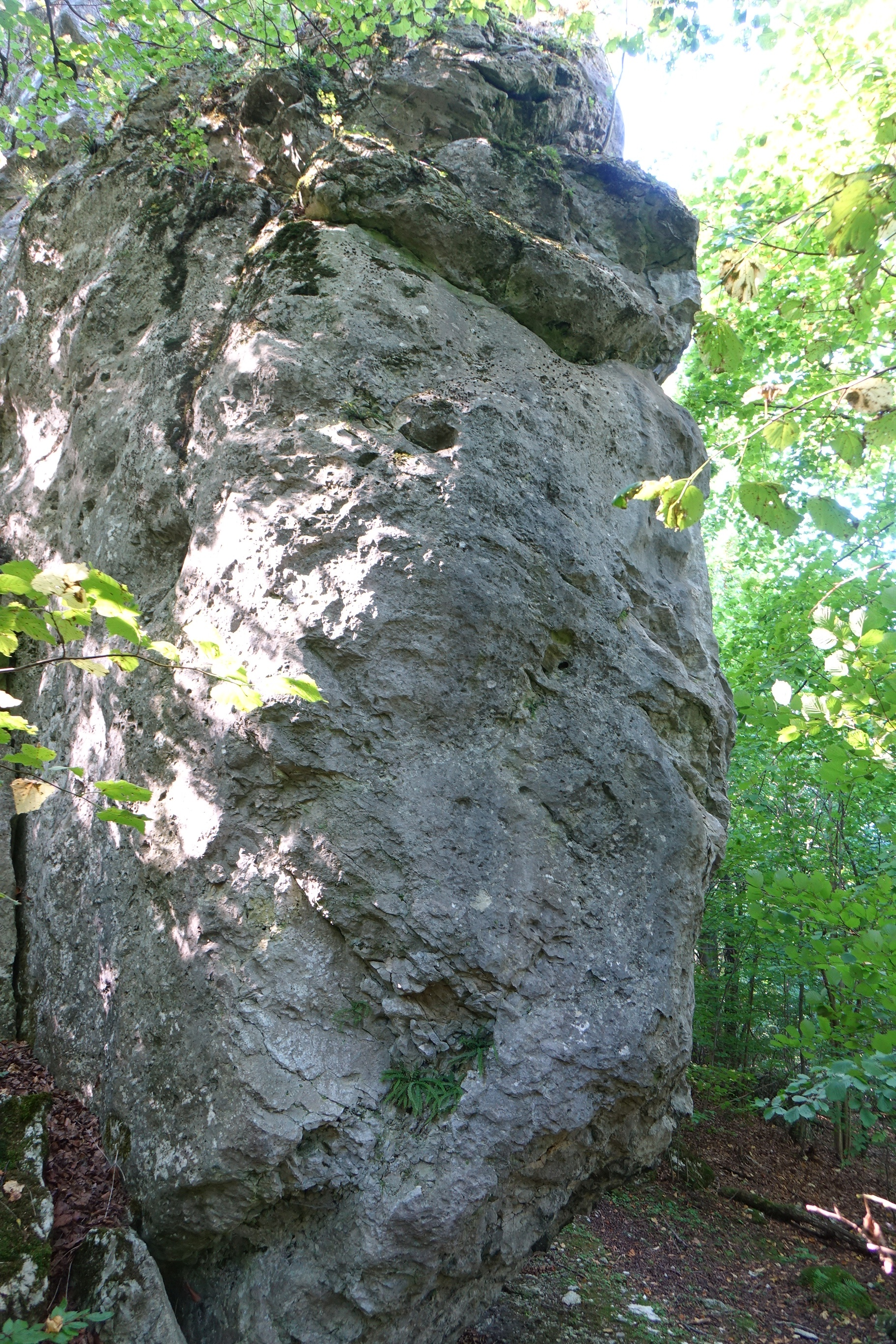

Leśna Kulista lub Leśna Kulisa – skała w grupie Skał Kroczyckich na wzniesieniu Kołoczek na Wyżynie Częstochowskiej, w obrębie wsi Kroczyce w województwie śląskim, powiecie zawierciańskim, w gminie Kroczyce. Lokalizację skał wzniesienia Kołoczek podaje rysunek na tablicy informacyjnej przy wejściu do rezerwatu przyrody Góra Zborów.
Leśna Kulista jest najdalej na północ wysuniętą skałą wspinaczkową wzniesienia Kołoczek. Znajduje się w lesie po północnej stronie Dziewicy i niżej, na północnym stoku tego wzniesienia. Zbudowana jest z wapieni i ma wysokość 10–15 m, ściany wspinaczkowe pionowe lub przewieszone. Uprawiana jest na niej wspinaczka skalna.

## Drogi wspinaczkowe
Na Leśnej Kulistej jest 5 dróg wspinaczkowych o trudności od VI+ do VI.73 w skali Kurtyki. Na wszystkich zamontowano stałe punkty asekuracyjne; ringi (r) i stanowisko zjazdowe (st) lub ring zjazdowy (rz). Jest też jeden projekt. Skała o małej popularności wśród wspinaczy.
1. Misiaczek; VI.1+, 3r + st
2. Torysa; VI.1+, 3r + st
3. Łódzka droga; VI.3, 4r + st (lata 90.)
4. Projekt;
5. W samo południe; VI.1+, 4r + st
6. Zachodnia rysa (Porwanie na Atlantyku[2]); VI+[3].

Obok Leśnej Kulistej znajduje się niewielka skała Cyklop z jedną drogą wspinaczkową.